# Jersey (rasa bydła)

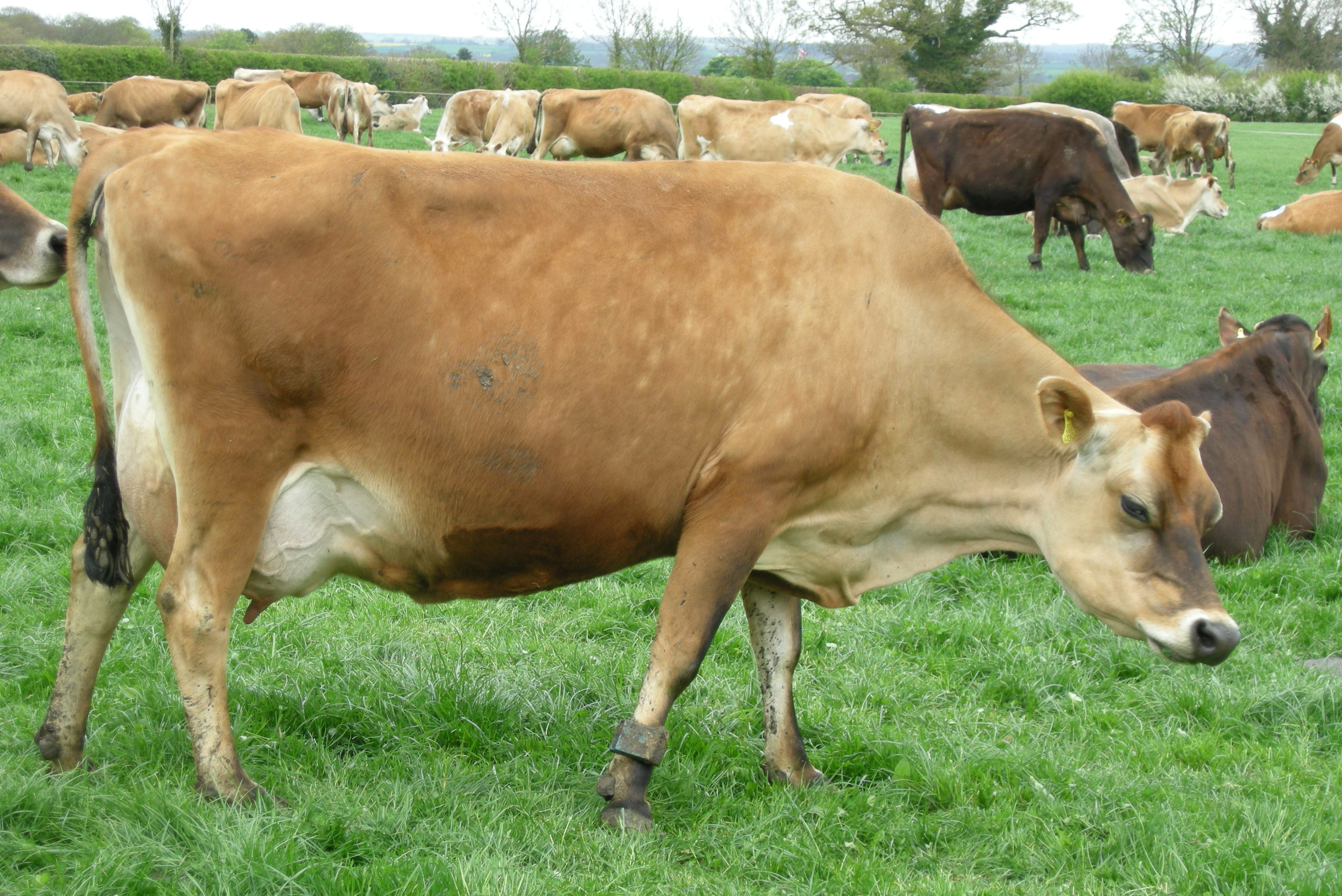
Krowa rasy Jersey

Jersey, dżersej – rasa bydła typu mlecznego wyhodowana na wyspie Jersey.
Ze względu na 200-letnią izolację rasa jest bardzo ujednolicona genetycznie. Charakteryzuje się zawartością tłuszczu w mleku dochodzącą do 7%.
Umaszczenie od jasnocielistego do brunatnoczerwonego, jednolite ale możliwe białe łaty. Budowa bardzo delikatna, drobna.
Masa ciała:
- cielę (masa pourodzeniowa): 20 kg
- krowa: 350 - 400 kg
- buhaj: 650 - 700 kg

Wysokość w kłębie około 145 cm. Rasa ta ma dużą pojemność wymienia. Wydajność mleczna wynosi 4500 kg.
Do Polski sprowadzana od 1960 roku.